# Portinho (Ribeira do Meio)
O Portinho é uma instalação portuária portuguesa, localizada no lugar da Ribeira do Meio, na freguesia das Lajes do Pico (freguesia), no concelho das Lajes do Pico, ilha do Pico, arquipélago dos Açores.
Esta instalação portuária é principalmente usada para fins piscatórios e de recreio. 